# Kazimierz Kognowicki
Kazimierz Kognowicki (ur. 10 lutego 1746 w Łanczanowie, zm. 22 marca 1825 w Przeworsku) – polski jezuita, wydawca, historyk Sapiehów.

## Życiorys
Urodził się 10 lutego 1746 w Łanczanowie k. Kowna i uczył się retoryki w kowieńskich szkołach jezuickich. W 1764 wstąpił do zakonu jezuitów i w latach 1767–70 uczęszczał na wykłady na Akademii Wileńskiej.
W latach 1770–72 kierował oraz był nauczycielem retoryki, poetyki i matematyki w kolegium jezuickim w Mereczu. Po kasacie zakonu jezuitów przyjął święcenia kapłańskie w 1774 oraz objął stanowisko nauczyciela w szkole Komisji Edukacji Narodowej w Grodnie.
W 17781 zrezygnował z nauczania i w następnym roku udał się w pielgrzymkę do Rzymu, po drodze zwiedzając Kraków, Śląsk, Austrię, Republikę Wenecką, oraz miasta na półwyspie apenińskim: Udine, Padwę, Ferrarę, Bolonię, Florencję, Spoletto, Asyż. W 1783 wydał w Warszawie opis swojej podróży pod tytułem „Droga rzymska z nawrotem do swojej ojczyzny nie bez gościńca nazad powróconego księdza Kazimierza Kognowickiego, nauk wyzwolonych i filozofii doktora”.
W latach 1789–1805 przebywał na dworze Sapiehów i zajmował się historią tego rodu. Opublikował trzy tomy dzieła „Życie Sapiehów”. W latach 1805–09 sprawował urząd przełożonego kolegium jezuickiego w Dyneburgu i w latach 1809-11 w Połocku, a następnie był superiorem w Chalczu.
Zmarł w Przeworsku 22 marca 1825.

## Publikacje
- W dzięczność św. Stanisławowi Kostce S. J., kazanie i drama — Wilno 1774
- Hymen na gody Józefa Wereszczyńskiego i Eleonory Giełgudowny — Wilno 1781[2],
- Droga rzymska z nawrotem do swojej ojczyzny nie bez gościńca nazad powracającego, ks. Kazimierza Kognowickiego nauk wyzwolonych i filozofii doktora – Warszawa 1783,
- Dwa Kazania, to jest na rozpoczęcie Trybunału W. Księstwa litewskiego w Grodnie na dzień Imienin króla Stanisława Augusta — Grodno 1785[2],
- Życia Sapiehów i listy od monarchów, książąt i rozmaitych panujących do tychże pisane — Wilno i Warszawa 1790 — 1791, 3 tomy.